# Grands travaux de Marseille
Pour les articles homonymes, voir GTM.
 (septembre 2014).
Si vous disposez d'ouvrages ou d'articles de référence ou si vous connaissez des sites web de qualité traitant du thème abordé ici, merci de compléter l'article en donnant les références utiles à sa vérifiabilité et en les liant à la section « Notes et références ».
Grands travaux de Marseille (GTM) est une entreprise française de bâtiment et travaux publics fondée en 1891. C'est une filiale de Vinci Construction.

## Historique
L'entreprise est fondée en 1891 par Augustin Féraud à Marseille pour doter la ville d'un réseau d'égouts modernes. Sous la direction de l'ingénieur Charles Rebuffel, la société des Grands travaux de Marseille (GTM) acquiert rapidement une dimension internationale jusqu'à la veille de la Première Guerre mondiale, devenant en 1914 leader français des entreprises de travaux publics, puis profite des chantiers de la reconstruction après la guerre de 1914-1918.
En 1937, Charles Rebuffel propose à Marcel Chalos, alors ingénieur en chef des Ponts et Chaussées, d'entrer à la société des Grands travaux de Marseille. Marcel Chalos en devient président en 1939 et le demeurera pendant 17 ans. Marcel Chalos embauche son ancien adjoint au Service central d'études techniques du ministère de l'Équipement, Jean Courbon. Ensemble, ils vont développer un nouveau système de précontrainte pour réaliser des structures importantes : centrales nucléaires, ponts, tunnels immergés...
Entré chez GTM en 1951, René Gonon, ingénieur des Ponts et Chaussées depuis 1930, dirige la société de 1957 à 1975. Il va orienter la société vers de nouveaux marchés, en particulier vers les concessions de parkings et d'autoroutes quand le ministre Albin Chalandon lancera le programme autoroutier privé.
Durant les Trente Glorieuses, le groupe diversifie ses activités dans l'énergie (pétrole, nucléaire) et les concessions (parkings et autoroute), deux secteurs qui prendront de plus en plus d'importance jusqu'à être majoritaire dans le chiffre d'affaires de la société dans les années 1990 par rapport au BTP.
En 1963, R. Gonon embauche Pierre Léon-Dufour qui va développer les concessions de parkings.
En 1963, GTM crée avec les sociétés DTP, dirigée par Jean Rigal, SGE dirigée par J. Matheron, CITRA dirigée par F. Lebel et Campenon-Bernard dirigée par J. Donnadieu de Vabres, la Compagnie des Constructions Internationales (CCI) pour soumissionner les grands appels d'offres internationaux et réaliser des ouvrages comme le canal de Jonglei ou des barrages au Moyen-Orient.
Entre 1964 et 1968, GTM participe au sauvetage des temples d'Abou Simbel en Égypte.
En 1966, GTM crée la station de sports d'hiver de SuperDévoluy dans les Hautes-Alpes.  
À partir du milieu de l'année 1968, GTM se consacre à la construction de la voie expérimentale (sur piliers) de 18 km de l'Aérotrain au nord d'Orléans avec comme maître d'œuvre la société Bertin et compagnies, grâce à un financement public de 24 millions de Francs. 
En 1969, GTM réalise les ouvrages de l'autoroute A8 entre Nice et Menton. 
Pour répondre au programme de construction et de gestion d'autoroutes proposé par le ministre de l'Équipement Albin Chalandon, en 1970, GTM crée avec d'autres partenaires la société Cofiroute ou Compagnie Financiere et Industrielle des Autoroutes, société concessionnaire d'autoroute. La société va réaliser 1000 km d'autoroutes environ dans l'ouest de la France (A10 partiellement, A11, A28 partiellement, A71 partiellement, A85). Les crises pétrolières vont perturber la rentabilité de la société et la réalisation du programme autoroutier.
En 1976, Maurice Craste, ingénieur des Ponts et Chaussées en 1945, devient président de la société. GTM participe à la réalisation du Centre Pompidou à Paris. La coordination de la maîtirise d'oeuvre et de l'intervention des différents corps de métiers était dirigée par Roger Frangi (1922-1992), ingénieur en chef de GTM, ancien élève de l'École centrale Paris.
Le 1er janvier 1982 les groupes GTM et Entrepose qui s'étaient auparavant associés au sein de deux filiales communes ETPM et GTME, fusionnent pour former le groupe GTM-Entrepose.
GTM s'allie à partir de 1982 avec le groupe Dumez, qui fusionne en 1990 avec la Lyonnaise des Eaux.

## GTM depuis l'an 2000
Depuis l'an 2000 et la fusion avec Vinci, le groupe GTM fait partie du groupe Vinci Construction. Auparavant la société appartenait à Suez Environnement. 
Le 23 mai 2004, onze mois après son inauguration, le toit du bâtiment terminal 2E de Roissy-Charles-de-Gaulle s'effondre en partie sur une trentaine de mètres au niveau de la jetée d’embarquement, provoquant la mort de quatre voyageurs étrangers (une Libanaise, une Ukrainienne et deux Chinois) et faisant sept autres blessés. Quatre personnes morales ont été mises en examen : Aéroport de Paris, Ingerop, Bureau Veritas, GTM - Génie civil et services.
En 2007 GTM et Sogea se rapprochent pour donner une entité commune, Vinci Construction France.

## Quelques ouvrages réalisés
- Tour Trinity à La Défense
- La MECA (Maison de l'Economie créative et de la Culture en Aquitaine) à Bordeaux
- Tour D2 à la Défense
- CNSD (Centre National des Sports et de la Défense) à Fontainebleau.
- Stade Arena à la Défense.
- Pavillons D/E caserne de Reuilly à Paris Diderot.

### Sources
- « Les coulisses d'une fusion », Les Echos no18302 du 18 décembre 2000, p 71